# Téléphérique Lyon - Austerlitz
Le téléphérique Lyon - Austerlitz est un projet, aujourd'hui gelé, de téléphérique urbain par câble qui aurait permis de relier les gares de Paris-Gare-de-Lyon (12e arrondissement) et de Paris-Austerlitz (13e arrondissement) en moins de deux minutes contre quinze en bus ou en métro (en 2015). Le téléphérique aurait relié les deux rives de la Seine en passant au-dessus du pont Charles-de-Gaulle.
Les travaux auraient pu commencer fin 2016 pour une mise en service en 2017 mais courant 2016, le Syndicat des transports d'Île-de-France (STIF), aujourd'hui Île-de-France Mobilités, et la mairie de Paris gèlent le projet pour des raisons économiques. 
Douze autres projets de téléphériques urbains, encore au stade d'idées, restent à l’étude en Île-de-France,. Un seul, celui du Câble 1 dans le Val-de-Marne, a été lancé avec un contrat signé en mai 2021 par Île-de-France Mobilités avec un consortium de constructeurs.